# NGC 5882
NGC 5882 је планетарна маглина у сазвежђу Вук која се налази на NGC листи објеката дубоког неба.
Деклинација објекта је - 45° 38' 56" а ректасцензија 15h 16m 50,0s. Привидна величина (магнитуда) објекта NGC 5882 износи 9,4 а фотографска магнитуда 10,5. NGC 5882 је још познат и под ознакама IC 1108, PK 327+10.1, ESO 274-PN7, CS=12.0.